# Adelaide di Sassonia-Meiningen (1891-1971)
Adelaide di Sassonia-Meiningen (nome completo Adelheid Erna Karoline Marie Elisabeth Prinzessin von Sachsen-Meiningen; Kassel, 16 agosto 1891 – La Tour-de-Peilz, 25 aprile 1971) nata principessa di Sassonia-Meiningen e duchessa di Sassonia, divenne principessa di Prussia per matrimonio.

## Famiglia d'origine
Suo padre era il principe Federico Giovanni di Sassonia-Meiningen, figlio secondogenito del duca Giorgio II di Sassonia-Meiningen e della principessa Feodora di Hohenlohe-Langenburg; sua madre era la contessa Adelaide di Lippe-Biesterfeld (1870-1948), figlia del principe Ernesto II di Lippe-Biesterfeld e della contessa Carolina di Wartensleben (1844-1905).

## Matrimonio
Il 3 agosto del 1914, a Wilhelmshaven, Adelaide sposò il principe Adalberto di Prussia, figlio dell'imperatore Guglielmo II di Germania e dell'imperatrice Augusta Vittoria di Schleswig-Holstein-Sonderburg-Augustenburg.
La coppia ebbe tre figli:
- Vittoria Marina, principessa di Prussia, nata e morta il 4 settembre 1915;
- Vittoria Marina, principessa di Prussia, nata l'11 settembre 1917 e morta il 21 gennaio 1981, sposò nel 1947 Kirby William Patterson (1907–1984), divorziarono nel 1962;
- Guglielmo Vittorio, principe di Prussia, nato il 15 febbraio 1919 e morto il 7 febbraio 1989, sposò nel 1944 la contessa Maria Antoinetta di Hoyos.

## Ascendenza
|                                         |                             |                                        | Genitori                                 |  |  | Nonni |  |  | Bisnonni                          |  |  | Trisnonni                       |  |
|                                         |                             |                                        |                                          |  |  |       |  |  | Bernardo II di Sassonia-Meiningen |  |  | Giorgio I di Sassonia-Meiningen |  |
|                                         |                             |                                        |                                          |  |  |       |  |  | Bernardo II di Sassonia-Meiningen |  |  | Giorgio I di Sassonia-Meiningen |  |
|                                         |                             | Luisa Eleonora di Hohenlohe-Langenburg |                                          |  |  |       |  |  | Bernardo II di Sassonia-Meiningen |  |  |                                 |  |
| Giorgio II di Sassonia-Meiningen        |                             |                                        |                                          |  |  |       |  |  | Bernardo II di Sassonia-Meiningen |  |  |                                 |  |
|                                         |                             | Maria Federica d'Assia-Kassel          | Guglielmo II d'Assia                     |  |  |       |  |  |                                   |  |  |                                 |  |
|                                         |                             | Maria Federica d'Assia-Kassel          | Guglielmo II d'Assia                     |  |  |       |  |  |                                   |  |  |                                 |  |
|                                         |                             | Maria Federica d'Assia-Kassel          | Augusta di Prussia                       |  |  |       |  |  |                                   |  |  |                                 |  |
| Federico Giovanni di Sassonia-Meiningen |                             | Maria Federica d'Assia-Kassel          |                                          |  |  |       |  |  |                                   |  |  |                                 |  |
|                                         |                             | Ernesto I di Hohenlohe-Langenburg      | Carlo Ludovico I di Hohenlohe-Langenburg |  |  |       |  |  |                                   |  |  |                                 |  |
|                                         |                             | Ernesto I di Hohenlohe-Langenburg      | Carlo Ludovico I di Hohenlohe-Langenburg |  |  |       |  |  |                                   |  |  |                                 |  |
|                                         |                             | Ernesto I di Hohenlohe-Langenburg      | Amalia Enrichetta di Solms-Baruth        |  |  |       |  |  |                                   |  |  |                                 |  |
| Feodora di Hohenlohe-Langenburg         |                             | Ernesto I di Hohenlohe-Langenburg      |                                          |  |  |       |  |  |                                   |  |  |                                 |  |
|                                         |                             | Feodora di Leiningen                   | Emilio Carlo di Leiningen                |  |  |       |  |  |                                   |  |  |                                 |  |
|                                         |                             | Feodora di Leiningen                   | Emilio Carlo di Leiningen                |  |  |       |  |  |                                   |  |  |                                 |  |
|                                         |                             | Feodora di Leiningen                   | Vittoria di Sassonia-Coburgo-Saalfeld    |  |  |       |  |  |                                   |  |  |                                 |  |
| Adelaide di Sassonia-Meiningen          |                             | Feodora di Leiningen                   |                                          |  |  |       |  |  |                                   |  |  |                                 |  |
|                                         | Giulio di Lippe-Biesterfeld | Ernesto di Lippe-Biesterfeld           |                                          |  |  |       |  |  |                                   |  |  |                                 |  |
|                                         | Giulio di Lippe-Biesterfeld | Ernesto di Lippe-Biesterfeld           |                                          |  |  |       |  |  |                                   |  |  |                                 |  |
|                                         | Giulio di Lippe-Biesterfeld | Modeste von Unruh                      |                                          |  |  |       |  |  |                                   |  |  |                                 |  |
| Ernesto II di Lippe-Biesterfeld         | Giulio di Lippe-Biesterfeld |                                        |                                          |  |  |       |  |  |                                   |  |  |                                 |  |
|                                         |                             | Adelaide di Castell-Castell            | Federico Luigi di Castell-Castell        |  |  |       |  |  |                                   |  |  |                                 |  |
|                                         |                             | Adelaide di Castell-Castell            | Federico Luigi di Castell-Castell        |  |  |       |  |  |                                   |  |  |                                 |  |
|                                         |                             | Adelaide di Castell-Castell            | Emilia di Hohenlohe-Langenburg           |  |  |       |  |  |                                   |  |  |                                 |  |
| Adelaide di Lippe-Biesterfeld           |                             | Adelaide di Castell-Castell            |                                          |  |  |       |  |  |                                   |  |  |                                 |  |
|                                         |                             | Leopoldo Ottone di Wartensleben        | Cesare Alessandro of Wartensleben        |  |  |       |  |  |                                   |  |  |                                 |  |
|                                         |                             | Leopoldo Ottone di Wartensleben        | Cesare Alessandro of Wartensleben        |  |  |       |  |  |                                   |  |  |                                 |  |
|                                         |                             | Leopoldo Ottone di Wartensleben        | Friederike von Gfug                      |  |  |       |  |  |                                   |  |  |                                 |  |
| Carolina di Wartensleben                |                             | Leopoldo Ottone di Wartensleben        |                                          |  |  |       |  |  |                                   |  |  |                                 |  |
|                                         |                             | Matilde Halbach                        | Arnold Halbach                           |  |  |       |  |  |                                   |  |  |                                 |  |
|                                         |                             | Matilde Halbach                        | Arnold Halbach                           |  |  |       |  |  |                                   |  |  |                                 |  |
|                                         |                             | Matilde Halbach                        | Johanna Caroline Bohlen                  |  |  |       |  |  |                                   |  |  |                                 |  |
|                                         |                             | Matilde Halbach                        |                                          |  |  |       |  |  |                                   |  |  |                                 |  |